# Juan Carlos Carcedo
Juan Carlos Carcedo Mardones (Logroño, La Rioja, España, 19 de agosto de 1973) es un exfutbolista y entrenador español de fútbol. Actualmente dirige al Pafos F. C. en la Primera División de Chipre.

## Trayectoria

### Como jugador

Juan Carlos Carcedo vistiendo la camiseta del Atlético de Madrid.

Ejerció durante 18 años como futbolista profesional. Empezó su trayectoria en 1986 en las categorías inferiores del C. D. Aurrera de Vitoria primero, y en las del R. C. D. Español después, en 1993.
Posteriormente, jugó en la U. D. A. Gramenet con cuyo equipo disputó la promoción de ascenso a Segunda división A. En la temporada 1995-96 se incorporó nuevamente a la cantera del R. C. D. Español, en la que estuvo un año alternando entre en el filial y el primer equipo. En 1996 recaló en el Atlético de Madrid B en Segunda División donde jugó tres años. En el año 1999 fichó por el O. G. C. de Niza. Un año después, 2000-01 vuelve cedido al Atlético de Madrid que militaba por entonces en Segunda División.
En la temporada 2002-03 llegó al C. D. Leganés, donde permaneció dos años hasta que fichó por la UD Las Palmas. Formó parte de la plantilla canaria durante la temporada 2004-05, justo antes de que una lesión de rodilla le obligara a retirarse con tan sólo 33 años. 

### Como técnico
U. D. Las Palmas
Finalizada su carrera de futbolista, vivió su primera experiencia como segundo entrenador en la U. D. Las Palmas en 2006, de la mano de los entrenadores Josip Visnjic y Juanito.
U. D. Almería
En la temporada 2006-07 Unai Emery le ofrece el cargo de segundo entrenador en el U. D Almería. El equipo cosechó grandes resultados, con una excelente campaña y un ascenso a la Primera División de España. En la temporada 2007-08 siguió su trayectoria como segundo entrenador con el equipo almeriense en Primera terminando en 8.º lugar con 52 puntos, lo que convirtió al U. D. Almería en el segundo mejor equipo recién ascendido de toda la historia de la Liga. 
Finalizada esta etapa, y a pesar de que fue postulado por el club almeriense como primer entrenador, decidió asumir el reto del Valencia CF, nuevo proyecto que le ofrecía Unai Emery.
Valencia C. F.
Durante tres temporadas ejerció como segundo entrenador del Valencia C. F., que se clasificó para jugar en la Liga de Campeones, 3.º en las temporadas 2009-10 y 2010-2011 pese a que jugadores estrella como David Villa y David Silva habían sido transferidos. Aunque el equipo mostró buenos resultados en la primera mitad de la temporada, durante la segunda perdió la ventaja de puntos conseguida y cayó eliminado en la fase de grupos de la Liga de Campeones tras ser superado por el Bayer 04 Leverkusen. A pesar de ello, el equipo alcanzó las semifinales de la Copa del Rey y de la Europa League, obteniendo la clasificación definitiva para la Liga de Campeones en la penúltima jornada de la Liga.
Spartak de Moscú
Durante la temporada 2012-13, Unai Emery le ofrece un proyecto internacional tras firmar con el Spartak de Moscú de la Liga Premier de Rusia. Sin embargo, la experiencia sólo duró nueve meses al frente del equipo ruso ya que el cuerpo técnico fue despedido por los malos resultados del equipo.
Sevilla F. C.

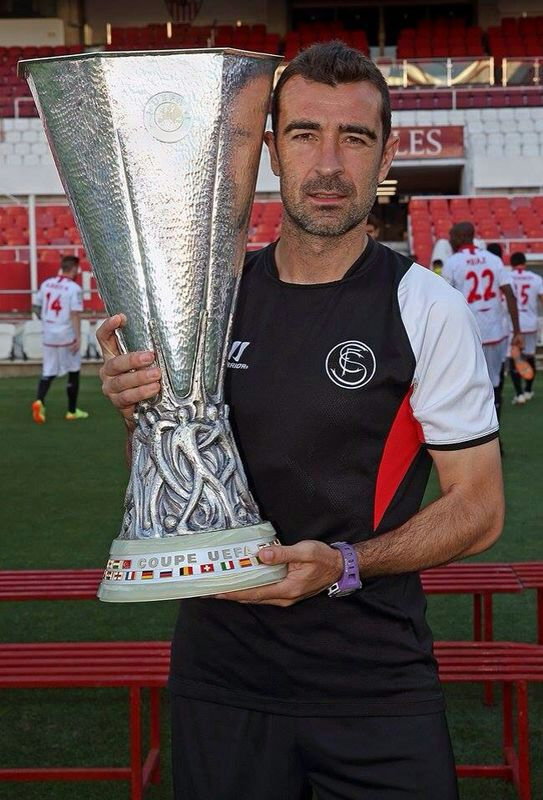
Juan Carlos Carcedo con la Copa de la UEFA Europa League 2014, ganada por el Sevilla F. C. donde ejercía como segundo entrenador.

En enero de 2013 comenzó un nuevo desafío como segundo entrenador en la Liga española cuando Emery firma con el Sevilla Fútbol Club.  Los registros del equipo mejoraron pero no pudo clasificarse para competiciones europeas, quedando en el 9.º puesto. No obstante, los problemas económicos de algunos equipos mejor clasificados y la aplicación de la nuevas medidas diseñadas por la UEFA relativas al Fair Play, le dieron el acceso a la Europa League al equipo sevillano. 
Algunos traspasos como el de Jesús Navas y Álvaro Negredo complicaron la evolución del equipo a lo largo de la temporada pero aun así, el equipo sevillano terminó la Liga en 5.º lugar y resultó campeón de la Liga Europa, tras vencer al Benfica en la tanda de penaltis. 
En la temporada 2014-15, el Sevilla volvió a mejorar registros, con 76 puntos, cifra récord del club en la liga española y consiguió revalidar la Liga Europea al imponerse en la final por 2-3 contra el Dnipro de Ucrania. Gracias a haber revalidado este título y a la nueva normativa para esta temporada, el equipo se clasificó para la siguiente edición de la Liga de Campeones. 
En la temporada  2015-16 el Sevilla F. C. fue eliminado de la fase de grupos de la Champions, pero pudo reincorporarse a la Liga Europea. En la Liga el equipo quedó en séptima posición y llegó a la final de la competición europea donde superó al Liverpool por 3 a 1 consiguiendo el Sevilla un nuevo título y una nueva clasificación para la Liga de Campeones. También llegó a la final de la Copa del Rey, pero perdió contra el F. C. Barcelona.
París Saint Germain
En junio de 2016, Juan Carlos Carcedo acompaña nuevamente a Unai Emery con un contrato de dos años con el París Saint-Germain. El comienzo de esta etapa viene marcado por la victoria en la Supercopa de Francia. En la Ligue 1 2016-17 el PSG no consiguió liderar la temporada y en la Liga de Campeones, el París Saint-Germain fue eliminado en octavos de final ante el F. C. Barcelona.  El 1 de abril, el PSG gana su segundo título de la temporada, la Copa de la Liga, tras golear al Mónaco por 4-1 en la final. Sin embargo, el París Saint-Germain fue subcampeón de la Ligue 1, un campeonato que ganó el Monaco. El equipo terminó la temporada ganando 3 títulos gracias a la victoria en la final de la Copa de Francia (1-0 contra el Angers SCO). 
En su segunda temporada en el PSG, el equipo comenzó reforzado por los fichajes de Neymar y Kylian Mbappé, firmando el mejor inicio de la historia de la Ligue 1, logrando 35 puntos en 13 jornadas. La autoridad del equipo parisino en la competición doméstica no pudo seguir la misma dinámica de resultados en la Liga de Campeones, donde a pesar de ser primeros en fase de grupos, cayó en octavos de final tras perder ambos partidos contra el Real Madrid.  
Posteriormente, el equipo ganó de nuevo la Copa de la Liga. Finalizando la temporada 2017-18 el París Saint-Germain ganó todos los títulos nacionales posibles tras conquistar la Copa de Francia.
Arsenal F. C.
Durante la temporada 2018-19 Juan Carlos Carcedo se convierte nuevamente en el segundo entrenador de Unai Emery en el Arsenal Football Club., que terminó en 5.ª posición en la Premier League y subcampeón de la Liga Europa. 
En la temporada 2019-20, tras varios partidos sin ganar, el equipo técnico se vio obligado a dejar el club y quedando el histórico londinense en 8.º puesto en la Premier League.
U.D Ibiza

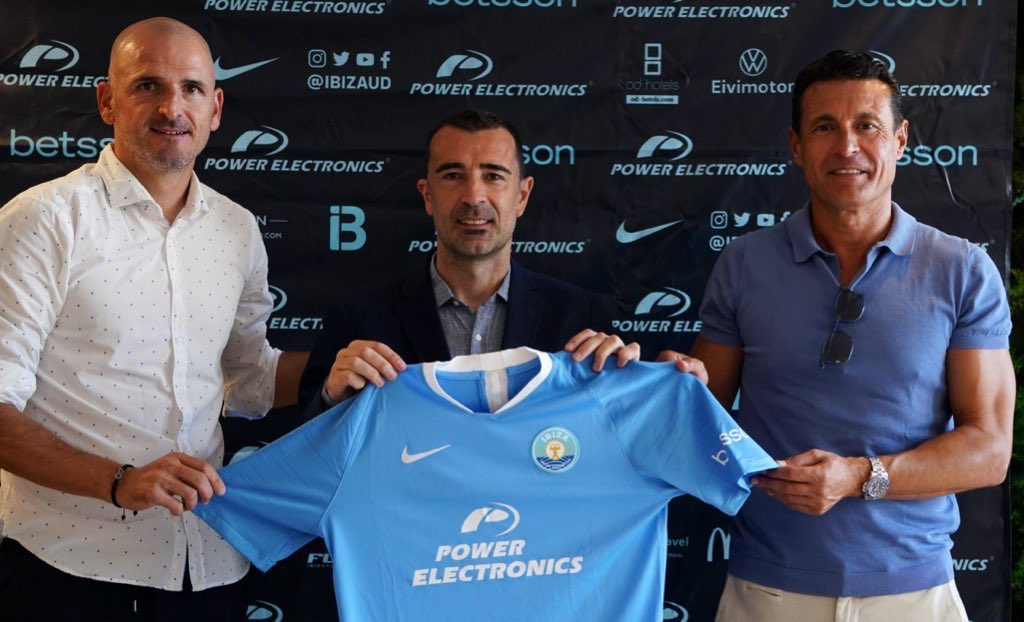
Presentación oficial como primer entrenador de la U. D. Ibiza, el 18 de agosto de 2020, entre el presidente y el director deportivo de la entidad.

Tras la salida del Arsenal F. C., aparece en el Football Manager 2020 en el número 6 del ranking internacional de los mejores entrenadores asistentes.
El 2 de agosto de 2020, la U. D. Ibiza anunció su fichaje de Juan Carlos Carcedo como entrenador para las dos siguientes temporadas. El cuerpo técnico que lo acompañaba estaba formado por David Iglesias y Antonio Méndez como entrenadores asistentes,  Juanjo Valencia entrenador de porteros y Sergio Domínguez como preparador físico.  
El 23 de mayo de 2021, la U. D. Ibiza ascendió a Segunda tras vencer al UCAM Murcia en la final de los play-offs en el Estadio Nuevo Vivero de Badajoz.
El 18 de diciembre de 2021, fue destituido como entrenador de la U. D. Ibiza, tras encadenar una racha negativa de 6 partidos sin ganar. En temporada y media en el club ibicenco consiguió 25 victorias, 15 empates y 11 derrotas en 51 encuentros. Completó la primera vuelta en Segunda División con 25 puntos y dejó el equipo seis puntos por encima del descenso y a 6 puntos de los puestos de play-off.
Real Zaragoza
El 31 de mayo de 2022 fichó por el Real Zaragoza de la Segunda División de España, de cara a la temporada 2022-23. El 6 de noviembre de 2022 fue destituido tras la séptima derrota de la temporada en 15 jornadas.
Pafos FC
El 24 de junio de 2023 se convirtió en entrenador del Pafos FC de la Primera División de Chipre, firmando por 2 años.

## Clubes

### Como jugador
| Club                   | País    | Año       |
| ---------------------- | ------- | --------- |
| Gramanet               | España  | 1995      |
| R. C. D. Español "B"   | España  | 1995-1996 |
| Atlético de Madrid "B" | España  | 1996-1999 |
| Olympique de Niza      | Francia | 1999-2002 |
| C. D. Leganés          | España  | 2002-2004 |
| U. D. Las Palmas       | España  | 2005-2006 |

### Como entrenador
| Club                                     | País       | Año       |
| ---------------------------------------- | ---------- | --------- |
| U. D. Almería (segundo entrenador)       | España     | 2006-2008 |
| Valencia C. F. (segundo entrenador)      | España     | 2008-2012 |
| Spartak de Moscú (segundo entrenador)    | Rusia      | 2012      |
| Sevilla F. C. (segundo entrenador)       | España     | 2013-2016 |
| Paris Saint-Germain (segundo entrenador) | Francia    | 2016-2018 |
| Arsenal F. C. (segundo entrenador)       | Inglaterra | 2018-2020 |
| U. D. Ibiza                              | España     | 2020-2021 |
| Real Zaragoza                            | España     | 2022      |
| Pafos F. C.                              | Chipre     | 2023-     |